# Aztekium
Aztekium je rod endemických mexických kulovitých kaktusů. Pojmenování pochází od Aztéků, jejichž některé skulptury a kresby rostliny připomínají. Pro rostliny je charakteristické sekundární příčné žebrování žeber. Jsou známy tři druhy. Aztekium ritteri je zařazeno do CITES 1 a vývoz všech druhů z Mexika je zakázán.

## Výskyt
Aztekia rostou na velmi specifických nalezištích. Jsou to příkré svahy až téměř kolmé stěny hlubokých kaňonů východního úbočí Sierra Madre Oriental tvořené rozpadavými, silně hygroskopickými sádrovci a břidlicemi. V období dešťů sádrovce značně erodují. I v období sucha hygroskopické sádrovce udržují dostatečnou vlhkost pro růst semenáčků. Insolace v hlubokých stržích není tak prudká jak na otevřených širokých údolích. Mikroskopická semena se snadno udrží na příkrých stěnách. Ačkoliv jsou známá naleziště velká jen několik kilometrů jsou populace rostlin na vhodných místech značně husté a čítají desítky až přes sto jedinců na čtvereční metr.
Široká údolí v oblasti jsou po staletí intenzivně obhospodařována. Nevyužitelné svahy strží byly mimo zájem domorodců. Teprve sběratelství vedlo k objevům aztekií a dnes domorodci aztekia po tisících sbírají a nabízejí je levně každému, kdo projede po místní silnici. Mnoho prudkých svahů je příliš zvětralých, než aby bylo možné na ně vstoupit. Proto jsou rostliny považovány za celkem dobře chráněné. Lze nalézt rostliny uvolněné a popadané na úbočí příkrých stěn.
Aztekium ritteri je známé jen z jediné lokality ve státě Nuevo León poblíž městečka Rayones. Tvoří ji asi jen jeden kilometr velká oblast hlubokých strží zařezaných do východních svahů Sierra Madre Oriental. V období dešťů svahy každoročně erodují o několik milimetrů, byly pozorovány i sesuvy svahů s celkovou likvidací populace rostlin na daném svahu. Aztekia tak na lokalitě závodí s časem, zda se jim podaří vyrůst a dát vznik nové generaci dříve, než zvětralá hornina povolí. Vyspělé rostliny mají již silné kořeny, které je jednak ukotvují hlouběji ve skále, jednak vytváří šachtičky a zatahují rostliny do horniny.
Aztekium hintonii bylo nalezeno v Nuevo León v místním pohoří Sierra Tapias. Postupně bylo objeveno více lokalit a předpokládají se další nálezy. Vzhledem k velikosti rostlin toto aztekium ani na kolmých sádrovcových svazích nezatahuje do podloží a neroste geofyticky.
Na původní lokalitě roste společně s dalším vzácným druhem kaktusu Geohintonia mexicana, který je navíc vzhledem značně podobný.
Aztekium valdezii má z důvodu ochrany přesnou polohu lokalitu utajenou. Nachází se opět ve státě Nuevo León západně od Tunalguilla

## Taxonomie
Aztekium ritteri popsal Bödeker v roce 1928 jako nový druh kaktusu pod jménem Echinocactus ritteri podle rostlin, které mu zaslal nálezce Friedrich Ritter. V roce 1929 pro tuto rostlinu vytvořil nový rod Aztekium. Pojmenování pochází od Aztéků, jejichž některé skulptury a kresby rostliny připomínají. Popis ještě upřesnil Alwin Berger.
Aztekium hintonii objevil George S. Hinton v roce 1991 spolu s novým rodem kaktusů Geohintonia mexicana. Ještě v tomo roce uveřejnili Charles Glass a W. A. Fitz Maurice popis obou rostlin. Avšak pozornost vyvolal až rozsáhlejší článek z roku 1992.
Aztekium valdezii objevil v roce 2013 Mario Alberto Valdez Marroquin.

## Popis

### Obecný popis
Stonek je rozdělen do přímých svislých žeber. Ta jsou ještě příčně sekundárně zvrásněna dalším žebrováním. Takové žebrování nemá žádný jiný rod kaktusů. Temeno je kryto vlnou, starší areoly jsou holé. Trny jsou krátké, opadavé, zachovávají se jen na nejmladších areolách. Květ vyrůstá ze středu temene z vlny. Květní trubka je úzká, holá. Květ je zvonkovitý, okvětní lístky jsou málo početné, ale široké. Plod je drobná, holá, vysýchavá bobule.
Semena jsou 0,2 až 0,5 mm velká, kulovitá až hruškovitá, s jemně bradavčitou testou, hnědá až černá. Mají výraznou korkovou strophilu okolo hilu, což je, stejně jako u rodů Blossfeldia a Strombocactus, adaptace na růst na příkrých svazích.

### Aztekium ritteri

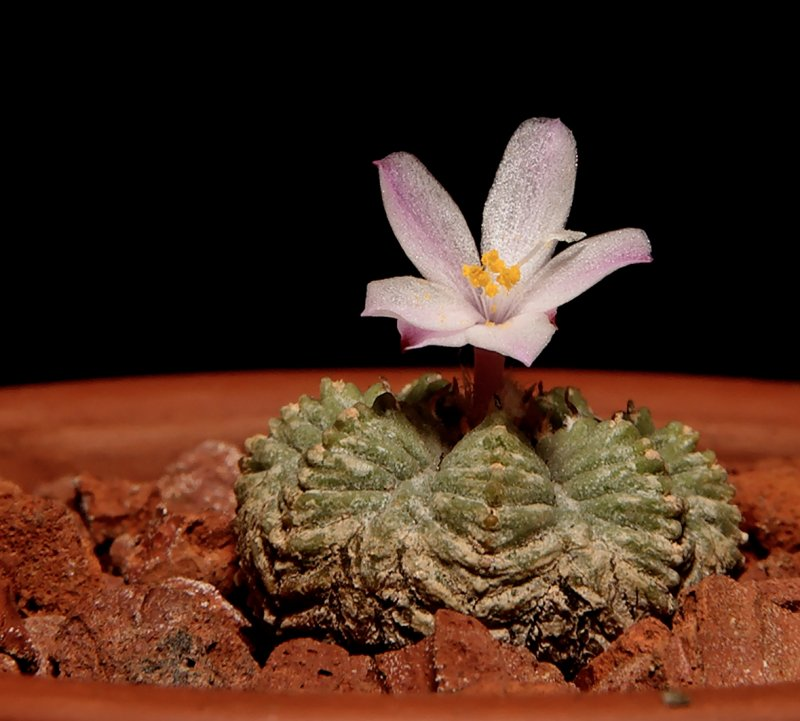
Aztekium ritteri

Miniaturní rostliny jsou asi 5 cm široké, ploše kulovité. Odnožují na bázi, mohou vytvářet i trsy. Epidermis je tuhá, olivově zelená, v kultuře někdy světle zelená. Stonek je rozdělen do 9 až 11 přímých žeber, která jsou oblá a na vrcholu široká. Jsou příčně žebrovaná. V brázdách mezi žebry jsou ještě nízká vrásčitá mezižebra, ale bez areol. Areoly jsou velmi hustě řazené, tvoří téměř souvislý pás. Opadavé trny jsou 1 až 4, prohnuté, u báze ploché, šedé, jen 3 - 5 mm dlouhé. Temeno je kryto šedobílou vlnou. Květy vyrůstají z areol na vrcholu, jsou 1 až 1,5 cm široké, zevnitř bělavé. Vnější okvětní lístky mají růžovou špičku nebo střední proužek. Prašníky jsou výrazné, zlatožluté, blizna je čtyřlaločná. Plod je bělorůžový, podlouhlý, až 3 mm velký a zůstává ukryt v temenní vlně.
Rostliny jsou samosprašné autogamní, květuschopnosti dosahují při velikosti 10 mm.

### Aztekium hintonii

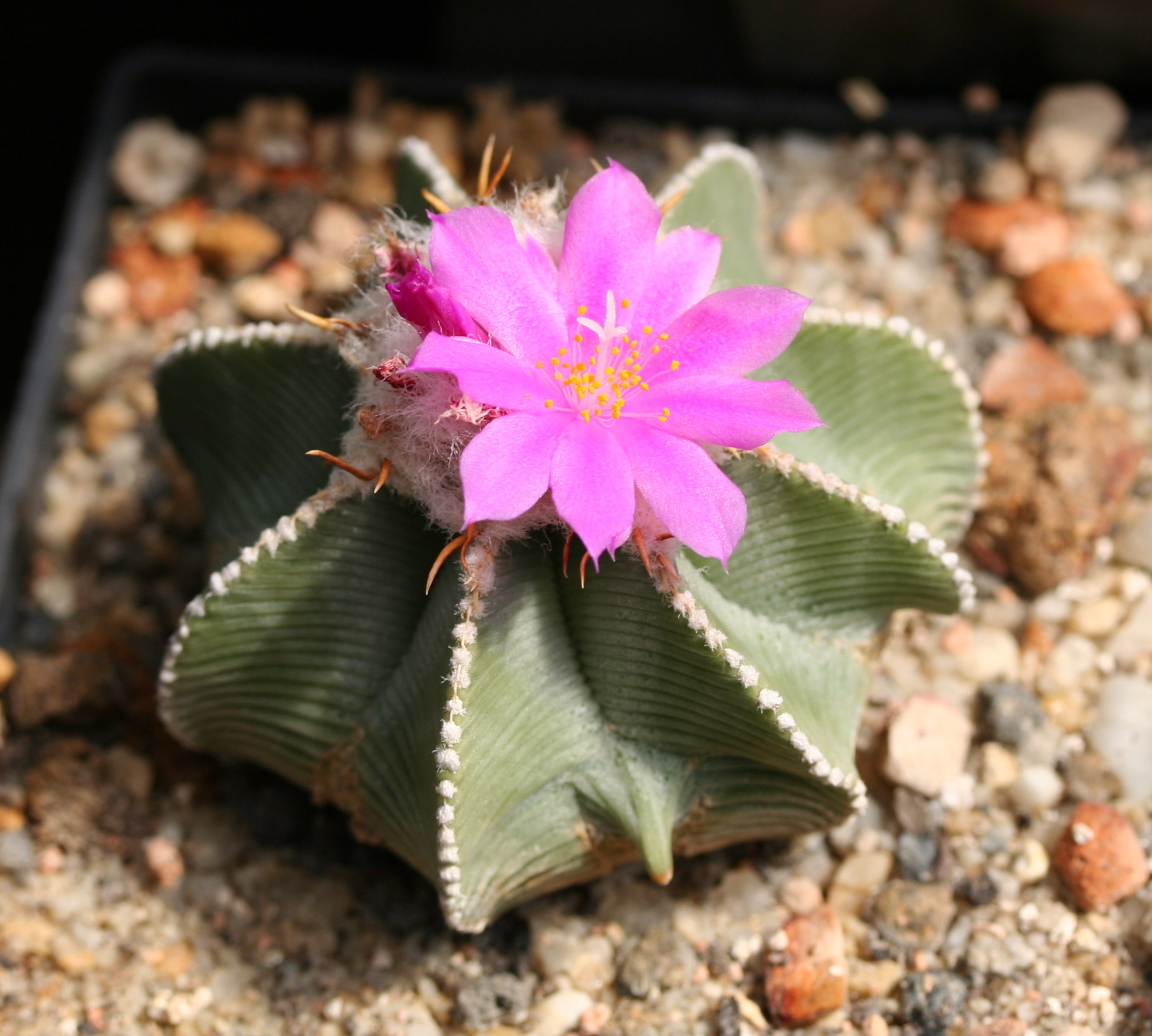
Aztekium hintonii

Velký druh, který dorůstá 30 cm výšky a 20 cm šířky, někteří jedinci i více. Na nalezišti neodnožuje, ve sbírkách ale byly vypěstovány silně odnožující a monstrozní formy. Pokožka je šedozelená až modrozelená. Žeber je až 15, jsou velmi hluboká, na vrcholu úzká. Příčné žebrování je jemné, husté a zakřivené směrem od středu dolů. Jen vzácně se objeví malé náznaky mezižeber. Areoly tvoří na hřebeni souvislý pás. Opadavé trny jsou žlutavě hnědé, až 1,3 cm dlouhé. Květ je karmínově červený, 1 až 3 cm velký, prašníky žluté. Okvětní lístky jsou špičaté. Plod je až 8 mm velký. Kořeny jsou tenké, tuhé a drátovité. Rostliny jsou cizosprašné.

### Aztekium valdeziinom. prov.
Miniaturní, dosud platně nepopsaný druh. Rostliny jsou kulovité až kyjovité, převážně pětižeberné.
Žebra jsou široká. Příčná žebra jsou s ostrou hranou, značně hrubá. Areoly tak netvoří souvislý pás. Květ je fialově růžový s bělavou trubkou a středem. Okvětní lístky jsou tupě zakončené.

## Pěstování
Pěstování aztekií je obtížné. Proto se pěstují především roubované rostliny. Vyžadují během vegetace teplé, mírně přistíněné a spíše vlhčí stanoviště (ve srovnání s ostatními mexickými kaktusy). Výsev se provádí do sterilních uzavřených nádob. Semena dobře klíčí, ale rostliny rostou v kultuře jen pomalu. Po několika měsících, kdy dorostou velikosti téměř 0,5 mm, se roubují na terminální meristém např. Pereskiopsis nebo Myrtilocactus. Poté již rostou dobře. Aztekium ritteri během 3 až 4 let doroste do květuschopné velikosti 10 mm. Tento druh lze také množit přeroubováním odnoží. Dopěstování pravokořených semenáčků do dospělosti zvládlo jen málo specialistů.
Snadněji se pěstuje velké, rychleji rostoucí Aztekium hintonii.
Aztekium ritteri obsahuje velké množství různých alkaloidů, často s halucinogenními účinky, např. anhalidin, hordenin, meskalin či 3-methoxytyramin[8], avšak nebyly uvedeny žádné důkazy potvrzující, že by bylo v minulosti používáno domorodci jako zdroj drogy.